# Gareth Cooper
Gareth Cooper (* 7. Mai 1979 in Bridgend) ist ein walisischer Rugby-Union-Spieler, der auf der Position des Gedrängehalbs eingesetzt wird. Er ist für die walisische Nationalmannschaft und die Cardiff Blues aktiv.

## Biografie
Cooper begann seine Karriere beim Pencoed RFC, bevor er 1999 zu Bath Rugby in die Premiership Rugby wechselte. Mit der Umstrukturierung des Vereinssystems in Wales kehrte er in sein Heimatland zurück und spielte für die Celtic Warriors. Nach nur einer Saison wurde dieses Team jedoch aufgelöst, so wechselte er zu den Newport Gwent Dragons. Nach der Weltmeisterschaft 2007 ersetzte er Peter Richards bei Gloucester, nachdem dieser seine Karriere beendet hatte.
Cooper gab 2001 sein Nationalmannschaftsdebüt gegen Italien. Bei der WM 2003 war er die erste Wahl auf der Gedrängehalbposition. Beim Grand-Slam-Gewinn der Waliser bei den Six Nations 2005 wurde ihm jedoch Dwayne Peel vorgezogen. Ebenso erging es ihm bei der Neuseeland-Tour der British and Irish Lions im selben Jahr. Er kam nur zum Auftakt gegen Argentinien zu Beginn zu einem Einsatz bei einem offiziellen Spiel. Nach zwei Spielzeiten in England wechselte er zur Saison 2009/10 zurück nach Wales zu den Cardiff Blues.
Cooper ist Vater eines Sohns namens Louis.